# Анже-Фредді Плюмейн
Анже-Фредді Плюмейн (фр. Ange-Freddy Plumain; нар. 2 березня 1995, Париж, Франція) — французький футболіст, вінґер клубу «Рух» (Львів).

## Клубна кар'єра
Анже-Фредді розпочав займатися футболу в аматорському клубі «Сен-Дені Космос».
Потім виступав за молодіжну команду «Ланса». На професіональному рівні дебютував за першу команду 5 жовтня 2012 року в переможному (1:0) поєдинку проти «Ніора». Свій перший гол на професіональному рівні відзначився 29 жовтня 2012 року проти «Клермона» на стадіоні «Боллар-Делеліс». Після чудового першого сезону в Лізі 2 (20 ігор, 1 гол) залишив клуб наприкінці сезону вільним агентом. «Ланс» негативно сприйняв відхід Анже-Фредді, подали до суду на англійський клуб, гравця та його агента.
25 липня 2013 року підписав 3-річний контракт з англійським клубом «Фулгем» з можливістю продовжити угоду ще на один рік. Його перший матч за професіональну команду «Фулгема» відбувся 4 січня 2014 року, замінивши Александара Качаниклича в перерві в матчі Кубку Англії проти «Норвіч Сіті». Однак, незважаючи на ще одну появу в Кубку, залишався гравцем резервної (U-21) команди та виступав у Лізі професіонального розвитку.
Влітку 2015 року відданий в оренду «Ред Стар», який щойно перейшов у Лігу 2, на один сезон.
Після закінчення оренди у «Ред Стар» залишив «Фулгем» вільним агентом. У червні 2016 року приєднався до «Седану». Влітку 2017 року він приєднався до «Кевії», який щойно вийшов у Лігу 2.
Потім він підписав контракт з ізраїльським клубом «Хапоель» (Хадера). Через шість місяців викуплений приблизно за 450 000 євро «Бейтаром» (Єрусалим), де він провів два хороші сезони, навіть номінувався на звання найкращий іноземний гравець сезону в Ізраїлі. На початку сезону 2020/21 років приєднався до турецького клубу «Самсунспор». Після шести матчів та поєдинків, Анж-Фредді Плумен 10 січня 2021 року перейшов в оренду до клубу «Вестерло» у другому дивізіоні Бельгії.
25 січня 2022 року підписав 1,5-річний контракт з «Рухом», де отримав футбоку з 11-м ігровим номером.

## Кар'єра в збірній
Народився у Франції в родині вихідців з Гваделупи.
У 2010 році зіграв чотири матчі за юнацьку збірну Франції (U-16). Він двічі забив у ворота Норвегії під час свого другого матчу в блакитній майці.
У 2013 році Плюмейн також зіграв два матчі за юнацьку збірну Франції (U-18).

## Статистика виступів

### Клубна
Станом на 26 січня 2014
| Клуб              | Сезон             | Ліга                | Ліга  | Ліга | Кубок | Кубок | Європа | Європа | Інші  | Інші | Загалом | Загалом |
| Клуб              | Сезон             | Дивізіон            | Матчі | Голи | Матчі | Голи  | Матчі  | Голи   | Матчі | Голи | Матчі   | Голи    |
| ----------------- | ----------------- | ------------------- | ----- | ---- | ----- | ----- | ------ | ------ | ----- | ---- | ------- | ------- |
| «Ланс II»         | 2012-13           | АЧФ                 | 15    | 0    | 0     | 0     | 0      | 0      | 0     | 0    | 15      | 0       |
| «Ланс»            | 2012-13           | Ліга 2              | 20    | 1    | 3     | 0     | 0      | 0      | 0     | 0    | 23      | 1       |
| «Фулгем»          | 2013-14           | Прем'єр-ліга Англії | 0     | 0    | 2     | 0     | 0      | 0      | 0     | 0    | 2       | 0       |
| Усього за кар'єру | Усього за кар'єру | Усього за кар'єру   | 35    | 1    | 5     | 0     | 0      | 0      | 0     | 0    | 40      | 1       |